# El ojo del gato
El Ojo del Gato fue una serie animada chilena en animación de gráficos 3D por computadora en metraje 60fps producida por la productora Atiempo (responsables de las series infantiles La Marca del Zorro, El Gran talento Dominicano, El Reino de la Risa, Misión Roflo, Tremenda Opción del Sábado y La Tortuga Taruga) y transmitida por Canal 13 con el bloque infantojuvenil Cubox. Actualmente es transmitida en más de 24 países. Esa serie fue creada por Patricio Gamonal y Elizabeth Carmona.
La serie obtuvo el primer premio en la categoría 12 a 15 años ficción en la versión iberoamericana en el Festival de Televisión Infantil Prix Jeunesse, realizado en agosto de 2006.

## Historia

### El origen de Gato
Una pareja de arqueólogos, acompañados por su recién nacido hijo Francisco, están en Valparaíso en busca de un tesoro perdido. En ello, encuentran un medallón egipcio que pertenecía a la diosa felina Bastet conocida como "El Ojo del Gato". Los padres de Francisco mueren trágicamente en el mar y el bebé queda solo, por lo que es cuidado por el Padre Marraqueta de la iglesia La Matriz.
Dieciocho años después, el medallón llega a las manos de Francisco, el cual le otorga poderes y lo convierte en Gato, un superhéroe mezcla de hombre y gato. Este superhéroe combate el mal en las calles y los cerros de Valparaíso.

### Lugar y contexto de la historia
Las historias como el desarrollo de la serie se realizan en medio de las calles y cerros de Valparaíso, siendo el centro la iglesia de la Matriz (que fue saqueada y quemada por Sir Francis Drake alrededor del siglo XVI) y cuyo entorno lo componen los personajes de la serie.

## Técnica
El equipo responsable del desarrollo de la serie consta de 15 personas quienes la produjeron con variados programas de computación. Los modelos fueron creados en 3ds Max, las texturas fueron creadas con Adobe Photoshop y Deep Paint 3D. La animación en esta serie se realizó combinando las técnicas de animación pose a pose y de captura de movimiento.
La producción de la serie tuvo un costo aproximado a los 60 millones de pesos, los cuales fueron financiados por el Consejo Nacional de Televisión en el 2004.

## Personajes

### Habitantes del sector de La Matriz
- Francisco / Gato (identidad secreta): Es un joven de 18 años caracterizado por su sencillez y optimismo. Es agradecido de la vida a pesar del hecho de que nunca pudo conocer a sus padres. Frase favorita: "Siempre hay alguien que está peor que uno".
- Olimpia: Esta joven de la misma edad que Francisco es colaboradora de la iglesia La Matriz. Se caracteriza por ser inteligente, segura de sí misma y comprometida con lo que hace. Por esto ella toma la iniciativa de lo que hace y dice las cosas como son. Le gusta Francisco, pero odia a Gato pues cree que él es muy arrogante.
- Padre Marraqueta: Este hombre de aproximadamente 70 años es el Padre de la iglesia La Matriz. Crio a Francisco desde su nacimiento y lo quiere como su hijo. Se caracteriza por sea amable y generoso, por ello siempre piensa en ayudar a los pobres, borrachos, vagos y drogadictos; pero a veces es despistado. A ratos se le pilla hablando con Dios.
- Sebastián: Este niño de 7 años fue abandonado por sus padres, por lo que vive en un hogar de menores. Se caracteriza por ser travieso, desordenado e impredecible. A pesar de todo esto siente que su familia la componen sus amigos y que le gustaría tener un padre y una madre. Es fanático del superhéroe Gato.

### Archienemigos y enemigos
- Anguila: Es un hombre de 45 años que trabaja como acróbata en el circo Bestias del Pacífico. Físicamente es atlético y musculoso, pero psicológicamente es solitario y poco sociable. Piensa que puede compensar  las carencias que tuvo en su vida con la ambición por el dinero y poder, sin importar quien se le cruce en su camino. Por esto es malvado, no tiene respeto por quienes le rodean y tiene conocimientos sobre la magia negra. Frase conocida: "Anguila nunca falla".
- 7 Manos y Renacuajo: Vándalos aparecidos por primera vez en el episodio El Viejo del Saco trataban de secuestrar a Sebastián y a su amigo (a).
- El Fantasma de Francis Drake: El fantasma del capitán inglés del siglo XVI se caracteriza por ser malvado por naturaleza y falto de perdón y compasión. Por ello deambula perdido por Valparaíso sin comprender lo que pasa en su alrededor en la actualidad. Odia a los españoles y en su cabeza solo está la idea de saquear el puerto y enterrar las riquezas.
- Hombre Chancho: Este ser con cuerpo de hombre y cabeza de chancho se caracteriza principalmente por ser físicamente bestial y feo. Este ser se encuentra en el límite entre la maldad y la bondad, ya que si bien el mundo lo considera una bestia malvada sin piedad por los hombres,  el por dentro es un ser que se defiende de quienes lo atacan. En su morada es incapaz de hacer daño.
- Robot con Trompetas: Es un robot tan grande con todos los colores y con trompetas gigantes en su cabeza. Siempre es decidido acabar con Valparaíso y toda la ciudad de Chile y hasta con la iglesia de la matriz y con el superhéroe Gato. Tiene los ojos rojos y los brazos muy poco gordos y fue creado en el laboratorio de Anguila.

## Episodios

### 1.ª temporada
| #  | # Prod. | Fecha original de emisión | Episodio                           |
| -- | ------- | ------------------------- | ---------------------------------- |
| 1  | 01      | 28 de abril de 2006       | El secreto del medallón            |
| 2  | 02      | 28 de abril de 2006       | El regreso de Francis Drake        |
| 3  | 03      | 5 de mayo de 2006         | La cueva del pirata                |
| 4  | 04      | 5 de mayo de 2006         | El viejo del saco                  |
| 5  | 05      | 12 de mayo de 2006        | El hombre chancho                  |
| 6  | 06      | 12 de mayo de 2006        | Las ratas del Camargo              |
| 7  | 07      | 19 de mayo de 2006        | El rescate del hombre chancho      |
| 8  | 08      | 19 de mayo de 2006        | La cueva del Chivato (1)           |
| 9  | 09      | 26 de mayo de 2006        | La cueva del Chivato (2)           |
| 10 | 10      | 26 de mayo de 2006        | El milagro del Cristo de la Matriz |
| 11 | 11      | 2 de junio de 2006        | El cumpleaños de Sebastián         |
| 12 | 12      | 2 de junio de 2006        | El secreto de Anguila              |